# Omišalj
Omišalj (Italiaans: Castelmuschio; Duits: Moschau) is een klein stadje aan de noordwestelijke kust van Krk, een eiland van Kroatië. Bij een telling in 2001 woonden er 1.790 mensen. Met de mensen van het nabijgelegen dorpje Njivice erbij komt dat totaal op 2.998.
Omišalj (of Omisalj) is een van de oudste stadjes op Krk. Het is in de 3e eeuw na Christus opgericht door de Romeinen. Toen kreeg het de naam Fulfinium. De stad bevindt zich op een klif met uitzicht op de Kvarner Golf, zo'n 80 meters boven de zeespiegel.
In de 12de eeuw na Christus werd de naam veranderd in Castri musculi, afgeleid van Ad musculi, Latijn voor Plaats van de schelpen.
Tegenwoordig staat Omišalj bekend om haar vliegveld en om haar olieraffinage.

## Galerij

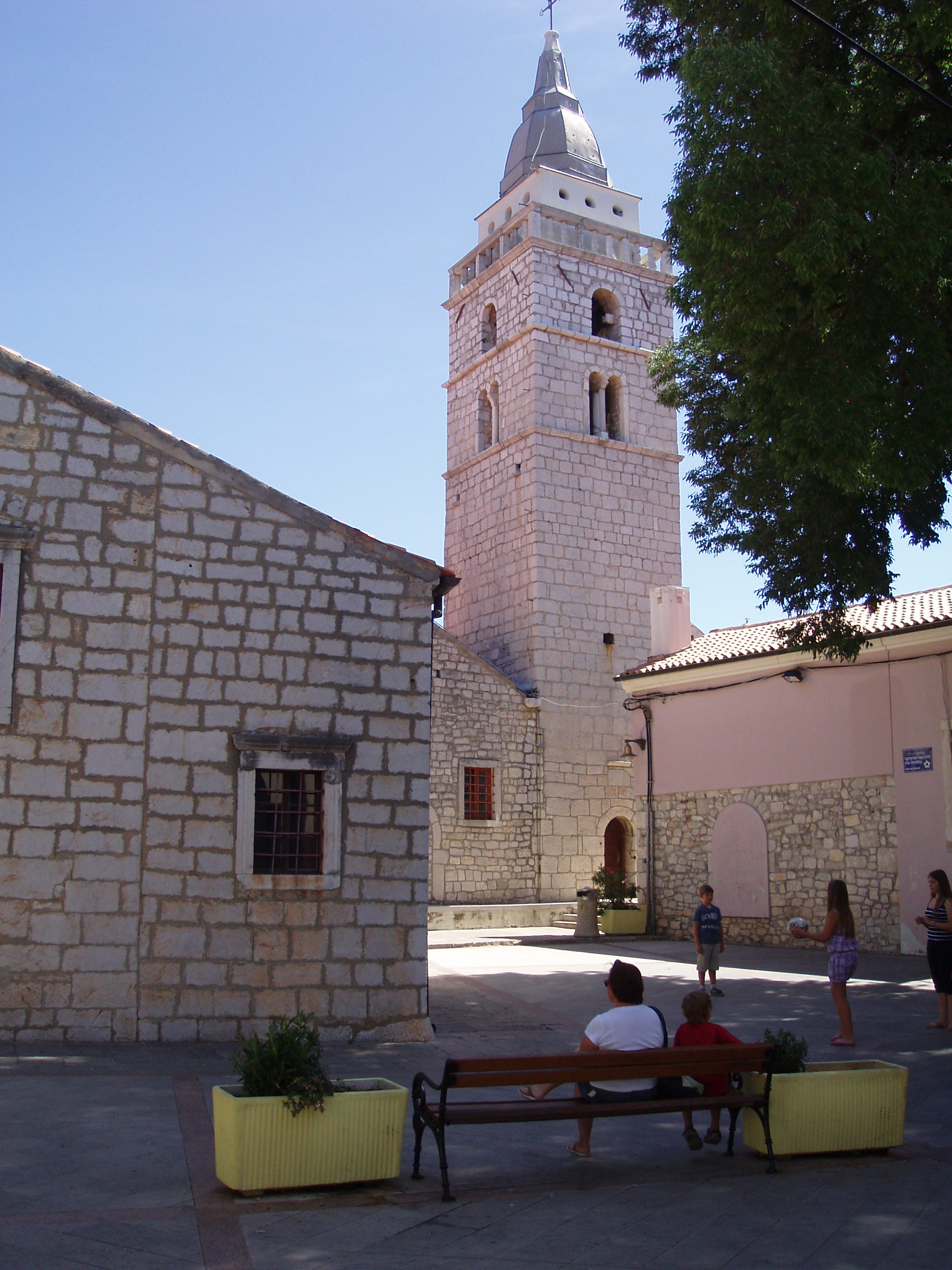
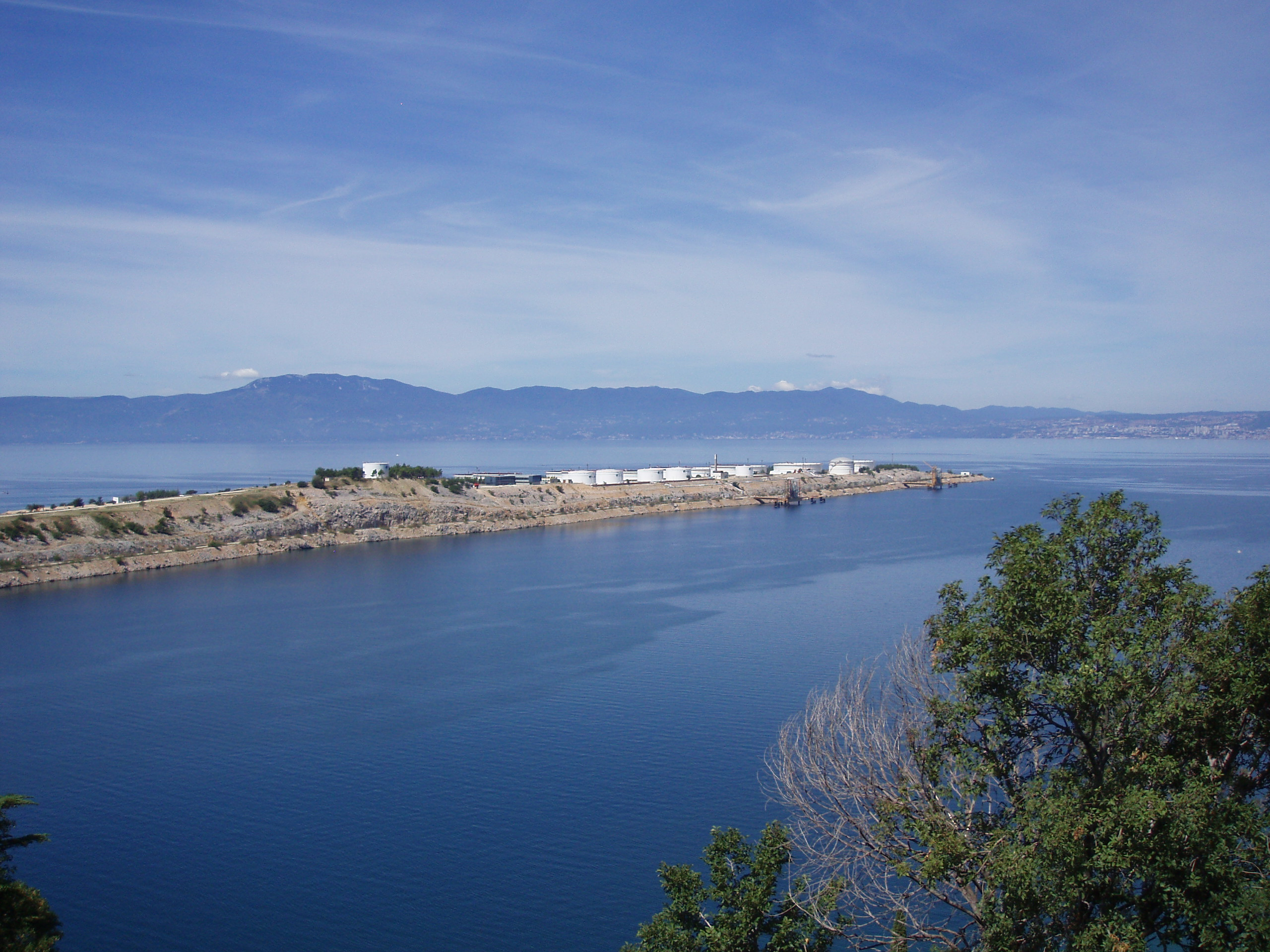
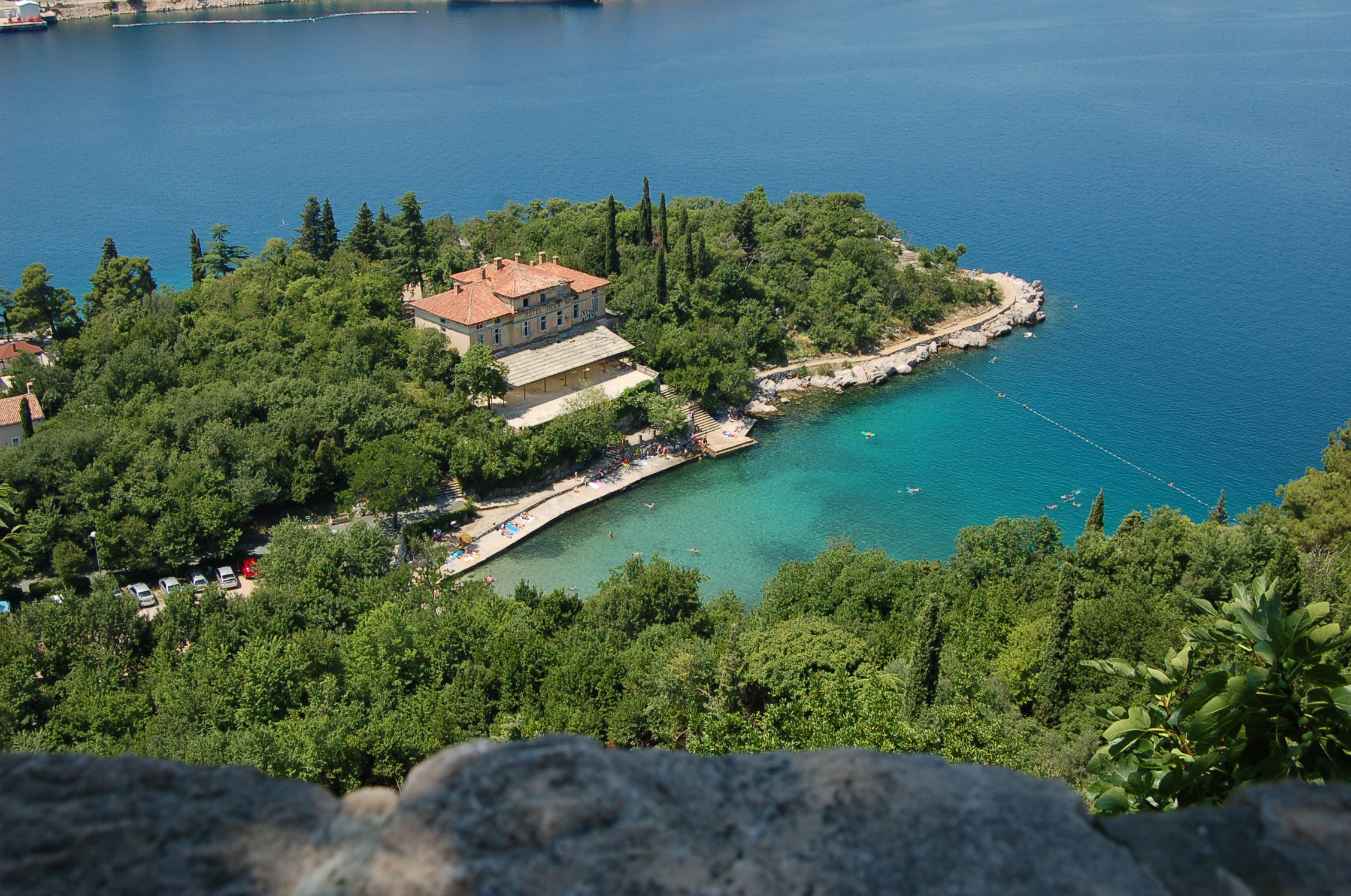
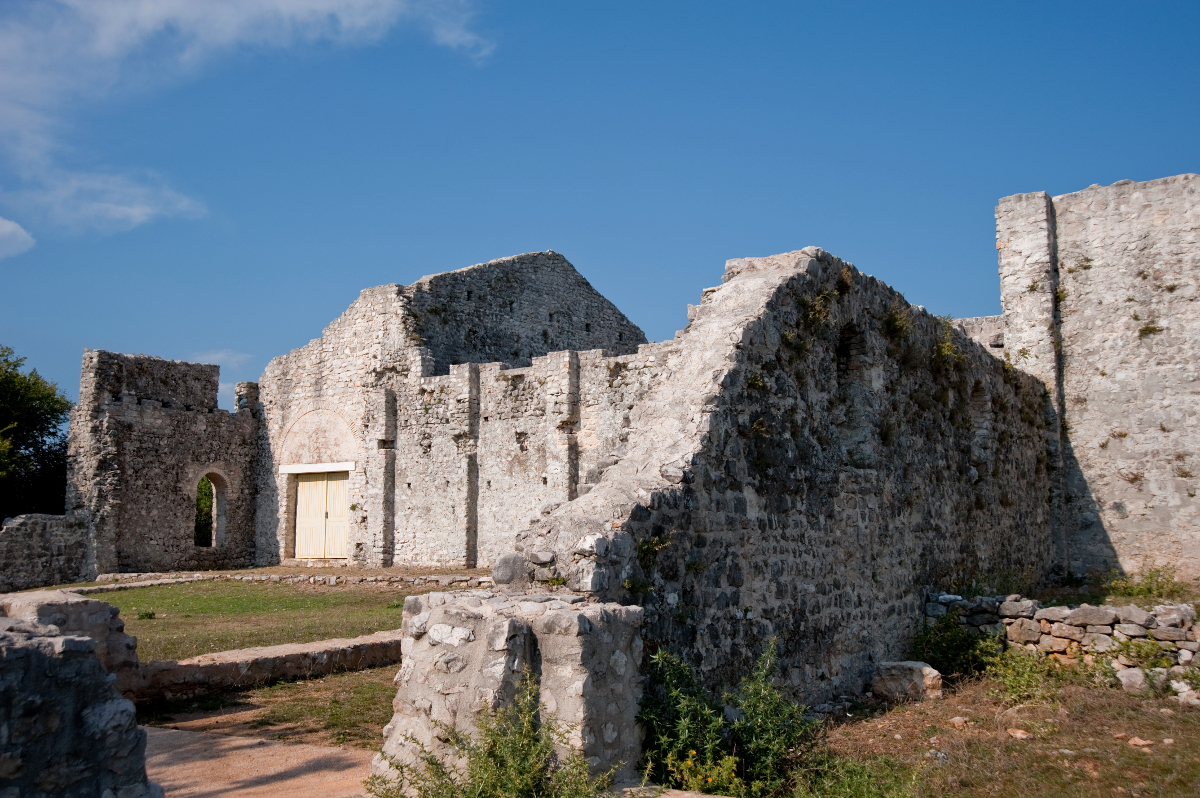
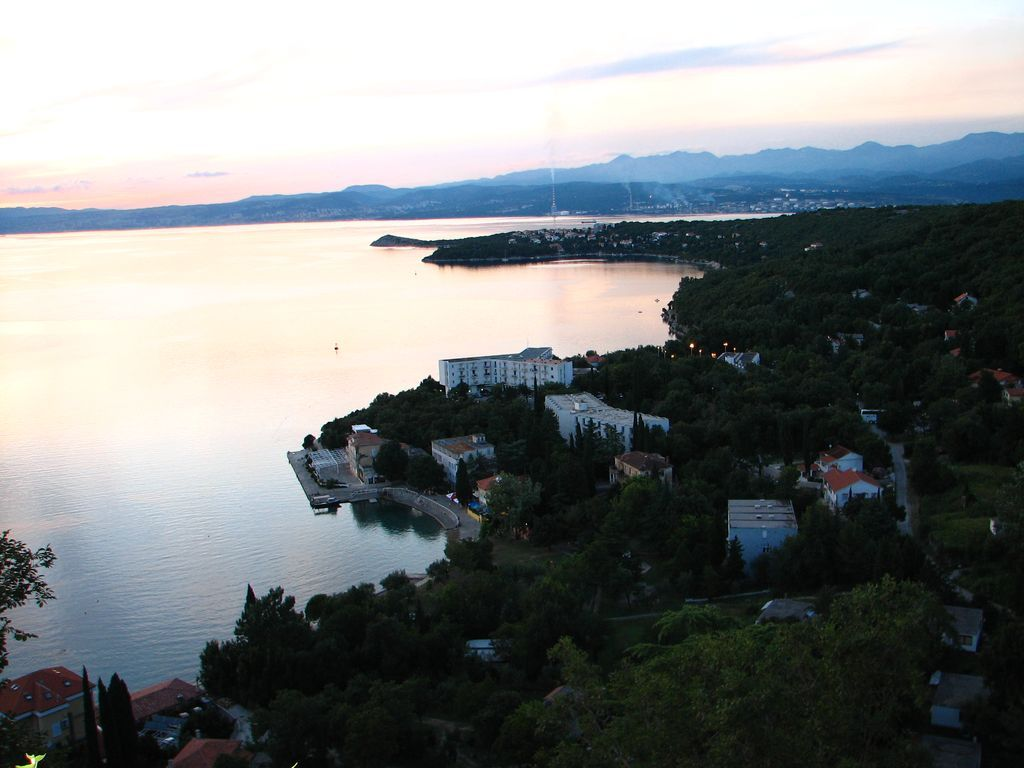
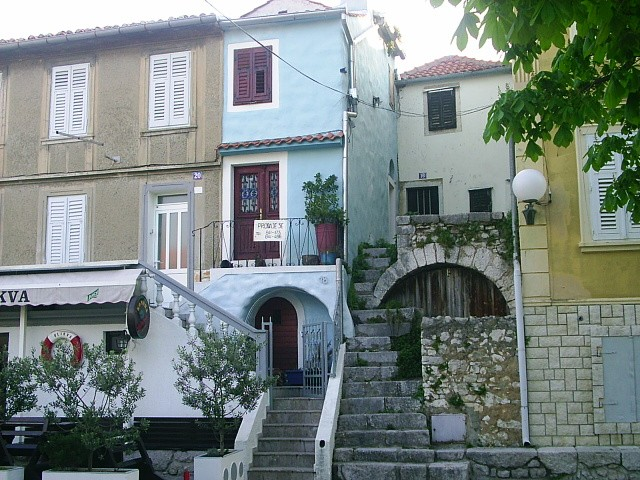

Steden (gradovi): Rijeka · Bakar · Cres · Crikvenica · Čabar · Delnice · Kastav · Kraljevica · Krk · Mali Lošinj · Novi Vinodolski · Opatija · Rab · Vrbovsko

Gemeenten (općine): Baška · Brod Moravice · Čavle · Dobrinj · Fužine · Jelenje · Klana · Kostrena · Lokve · Lopar · Lovran · Malinska-Dubašnica · Matulji · Mošćenička Draga · Mrkopalj · Omišalj · Punat · Ravna Gora · Skrad · Vinodolska · Viškovo · Vrbnik